# Altham
Altham – wieś w Anglii, w hrabstwie Lancashire, w dystrykcie Hyndburn. Leży 36 km na północ od miasta Manchester i 294 km na północny zachód od Londynu. W 2001 miejscowość liczyła 897 mieszkańców.